# 神室町
神室町（かむろちょう）は、岐阜県岐阜市の町丁。現行町名は神室町1丁目〜5丁目。住居表示実施済区域。郵便番号は500-8878（集配局:岐阜中央郵便局）。

## 地理
岐阜市中央部に位置し、北は日ノ出町・雲雀町、東は神田町、南は徹明通、西は真砂町に隣接している。
国道157号の北側に位置し、1〜2丁目と3〜5丁目は金華橋通り上の金町で分断されている。

## 歴史

### 町名の由来
旧上加納村（上加納・稲葉）の小字による。

### 沿革
- 1909年（明治42年）6月8日 - 上加納（字神室・高巌）・稲葉（字神室）の各一部より、神室町が成立[4][3]。
- 1930年（昭和5年）1月1日 - 一部が神明町・徹明通となる[4][3]。
- 1950年（昭和25年）6月7日 - 真砂町8～9丁目・雲雀町の各一部を編入し5丁目を新設。1～4丁目に徹明通・神田町・高野町・雲雀町の各一部を編入、4丁目の一部が5丁目となる[4][3]。

## 世帯数と人口
2024年（令和6年）4月1日現在の世帯数と人口は以下の通りである。
| 町丁        | 世帯数  | 人口  |
| ----------- | ------- | ----- |
| 神室町1丁目 | 20世帯  | 35人  |
| 神室町2丁目 | 10世帯  | 24人  |
| 神室町3丁目 | 45世帯  | 61人  |
| 神室町4丁目 | 141世帯 | 191人 |
| 神室町5丁目 | 33世帯  | 61人  |
| 計          | 249世帯 | 372人 |

## 小・中学校の学区
市立小・中学校に通う場合、学区（校区）は以下の通りとなる。
| 地域   | 小学校                   | 中学校             |
| ------ | ------------------------ | ------------------ |
| 神室町 | 岐阜市立徹明さくら小学校 | 岐阜市立本荘中学校 |

## 施設
- 柳ケ瀬グラッスル35（一部）